# St. Elisabeth (Paderborn)

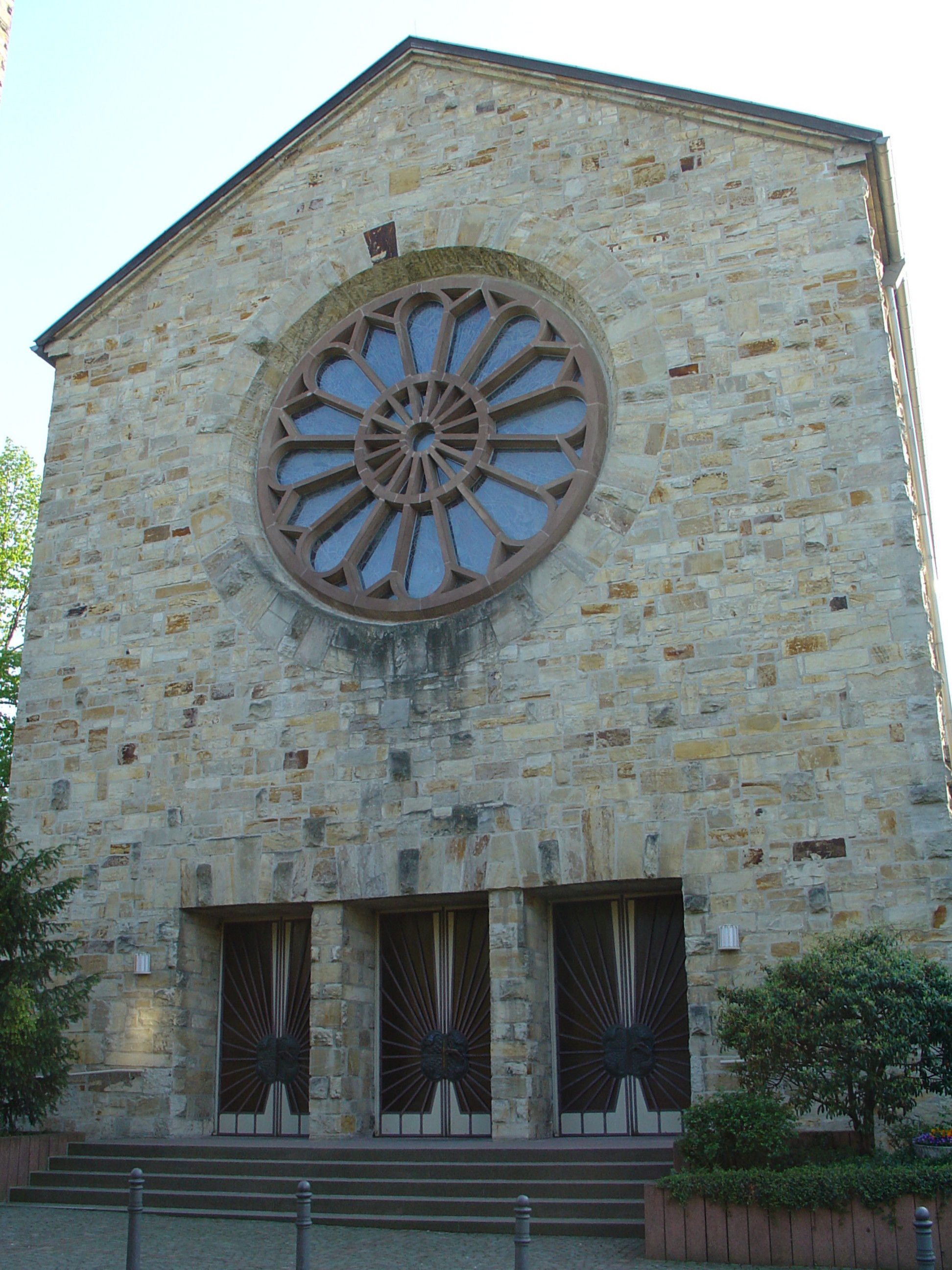
Paderborn, St. Elisabeth, Fassade

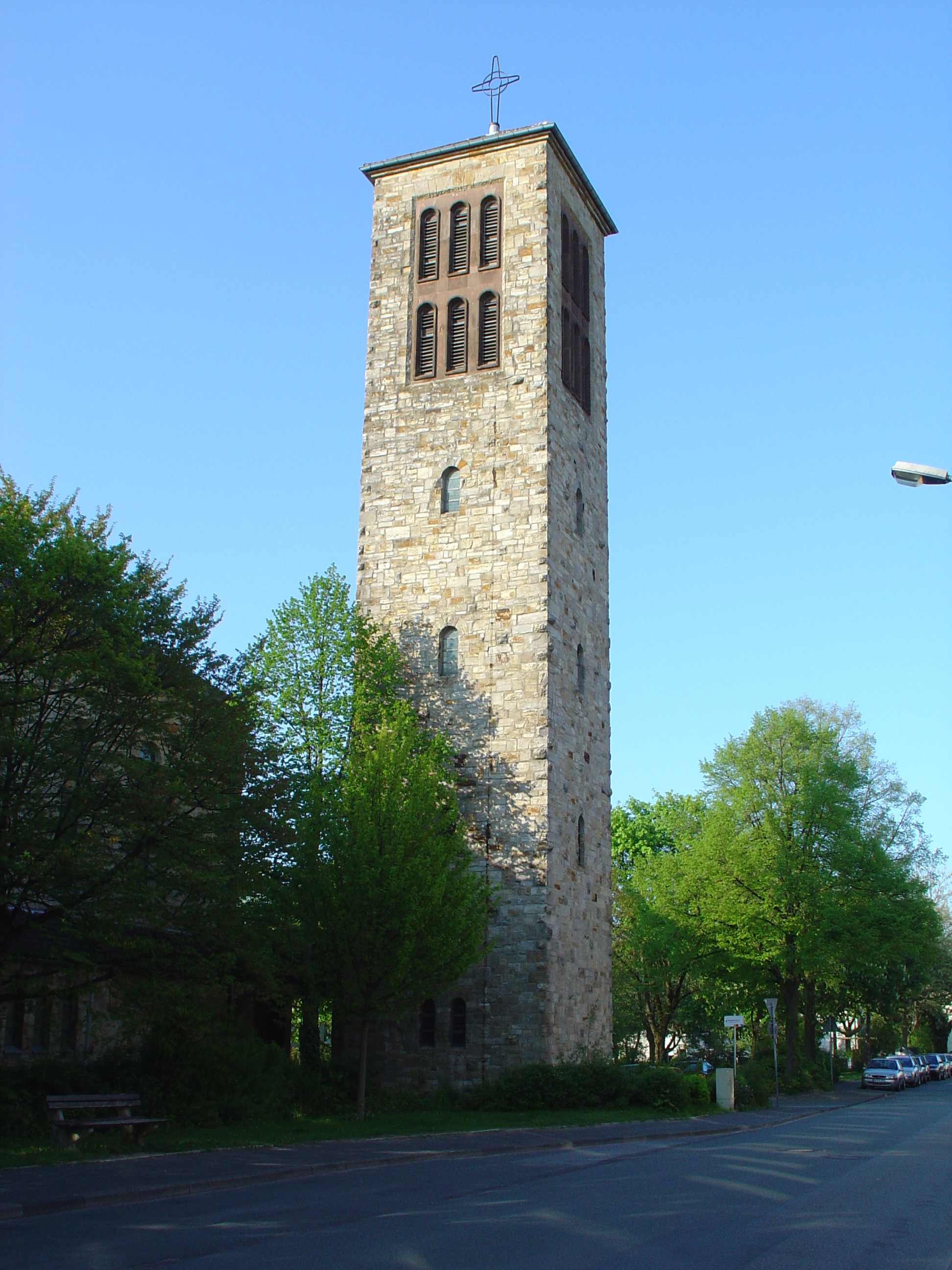
Kirchturm

Die Elisabethkirche ist eine römisch-katholische Pfarrkirche in der Stadt Paderborn. Die Gemeinde St. Elisabeth bildet mit St. Kilian, St. Meinolf, St. Margaretha, St. Hedwig und Maria zur Höhe den Pastoralverbund Paderborn Mitte-Süd im Dekanat Paderborn des Erzbistums Paderborn.

## Geschichte
Die seelsorgerische Notwendigkeit zum Bau der Elisabethkirche ergab sich aus der städtebaulichen und demografischen Entwicklung der Nachkriegszeit, nachdem die bestehende Kirche St. Meinolf für das Wohngebiet im Süden Paderborns unzureichend geworden war. Nach Plänen des Architekten Ferdinand Hürland wurde der bestehende Kirchenbau errichtet. Die Grundsteinlegung fand im Mai 1956, die Kirchweihe durch Kardinal Lorenz Jaeger am 19. November 1957, dem Festtag der hl. Elisabeth, statt.
Bauliche Probleme und die Forderungen der Liturgiereform des Zweiten Vatikanischen Konzils machten bereits nach 1970 erste Änderungen des Kirchenbaus notwendig, bei denen das Christusmosaik der Altarwand durch eine einfache Werksteinverkleidung nach Entwurf des Paderborner Bildhauers Josef Rikus verdeckt wurde, der auch den vorgestellten Tabernakel schuf.

## Architektur
Der in den klaren Formen des abstrakten Historismus gehaltene Kirchenbau wurde nach Maßgabe des Domkapitulars Aloys Fuchs errichtet, der über Jahrzehnte das Kunst- und Baugeschehen des Erzbistums Paderborn maßgeblich bestimmte. Seine Erscheinungsform mit schmalen Seitenschiffen und seitlich gesetztem Turmbau orientiert sich an den altchristlichen Basiliken. Das Bauwerk ist in seinem Äußeren mit dem örtlich anstehenden Kalkstein verkleidet. Über dem dreiteiligen Rechteckportal ist eine Fensterrose mit gotisierendem Maßwerk eingesetzt.
Der Kirchenraum ist als ein weiter Kastenraum gestaltet, überdeckt von einer segmentbogig geführten Decke. Begleitet wird der Raum von gangartigen Seitenschiffe, an ihn schließt sich ein einfacher Rechteckchor an.

## Ausstattung
Die Farbverglasung der Kirche schuf Josefthomas Brinkschröder. Die Fensterrose über der Orgelempore zeigt im Zentrum die Taube des Heiligen Geistes sowie in den Maßwerkstrahlen musizierende Engel; die Fenster in den Seitenschiffen stellen Sätze aus dem Glaubensbekenntnis des Christentums sowie die Werke der Elisabeth von Thüringen dar.